# Tipp-Ex

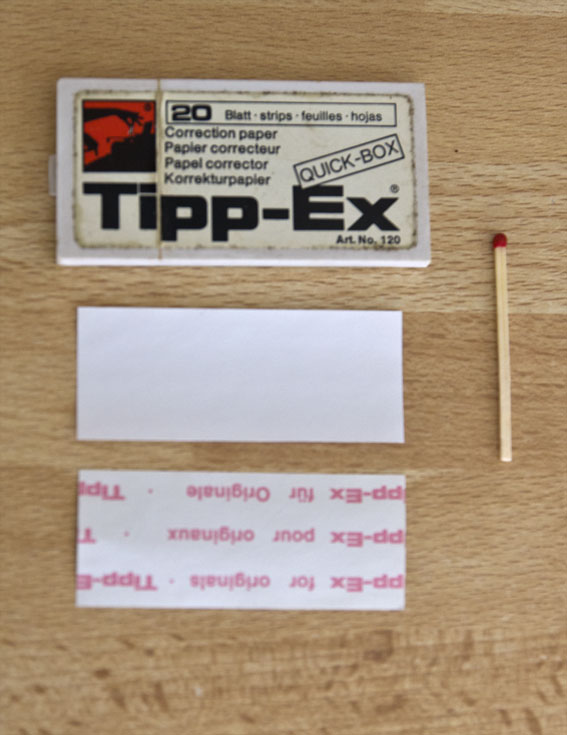
Tipp-Ex correctiepapiertje en bijbehorend opbergdoosje

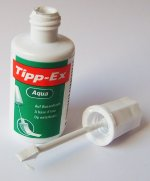
Tipp-Ex

Tipp-Ex (ook wel foutief als Type-ex of Typex aangeduid) is een correctievloeistof, bedoeld om type- en schrijffouten te corrigeren.
Tipp-Ex GmbH & Co. KG is de naam van een Duitse fabrikant die in 1959 begon met het vervaardigen van hulpmiddelen om typefouten te verbeteren. Deze producten werden zó frequent gebruikt, dat Tipp-Ex ook gebruikt werd om het product aan te duiden (merkverwatering). Hoewel de typemachine nauwelijks meer bestaat, zijn er nog Tipp-Ex-producten leverbaar.
Het eerste product van Tipp-Ex was een klein correctiepapiertje met aan één zijde een witte poederachtige stof. Door dit velletje voor de foutieve letter te houden en deze letter opnieuw te tikken kwam het witte poeder op de letter, die daarmee onzichtbaar werd. Daarna kon op dezelfde plaats de goede letter worden getypt. In 1965 kwam een vloeibare versie op de markt. De vloeistof - lijkend op witte verf - wordt met een kwastje op het papier gesmeerd. Nadat het is opgedroogd, kan er weer overheen worden geschreven of getypt.
Omdat de vloeistof ook kan worden gebruikt om schrijffouten te corrigeren in met de hand geschreven teksten of tekeningen, is dit product nog steeds verkrijgbaar. Later kwamen nog correctielinten en correctiestiften van Tipp-Ex. Tegenwoordig hebben de blancorollers aan populariteit gewonnen. Deze gebruiken een lint (in plaats van vloeistof), dat over de spelfout heen wordt geplakt. Het voordeel hiervan is dat er geen droogtijd meer is en dat er geen oplosmiddel meer wordt toegepast.

## Hetduodoosje
Jarenlang was het duodoosje van Tipp-Ex een begrip op alle kantoren. Omdat de witte vloeistof in het flesje in de loop van de tijd wat droger en stroperiger werd, kon ook een duoverpakking worden gekocht met een flesje verdunner (thinner) erbij. Door op gezette tijden wat druppels verdunner toe te voegen, behield de witte vloeistof het juiste vloeibare karakter en ging dus ook langer mee. De beide flesjes waren verpakt in één kartonnen doosje. Aan de voorzijde hiervan waren twee cirkeltjes gemakkelijk te verwijderen. Het doosje kon dan fungeren als standaard, waarin de twee flesjes naast elkaar op het bureau stonden en niet konden omvallen.